# Badaka Diyale
Badaka Diyale (nep. बड्कादीयाले) – gaun wikas samiti we wschodniej części Nepalu w strefie Sagarmatha w dystrykcie Khotang. Według nepalskiego spisu powszechnego z 2001 roku liczył on 552 gospodarstw domowych i 2906 mieszkańców (1453 kobiet i 1453 mężczyzn).